# Matthias Buchholz (Missionar)
Matthias M. Buchholz MSC (* 25. März 1903 in Aachen. Deutschland; † 12. August 1991 in Bethlehem, Pennsylvania, USA) war ein deutscher Ordensgeistlicher, Missionar und Präfekt von Shiqian.

## Leben
Matthias Buchholz trat der Ordensgemeinschaft der Herz-Jesu-Missionare (in Deutschland auch bekannt als Hiltruper Missionare) bei. Am 16. September 1922 legte er Profess ab und empfing am 7. August 1927 die Priesterweihe.
Papst Pius XI. ernannte ihn am 10. Dezember 1937 zum Präfekten der Apostolischen Präfektur Shihtsien (Shiqian). 1983 wurde die Präfektur von chinesischer Seite offiziell aufgelöst und Buchholz begab sich ins Exil. 
Matthias Buchholz war Konzilsvater der zweiten, dritten und vierten Sitzungsperiode des Zweiten Vatikanischen Konzils.